# Xie Peiling
Det här är en artikel om en person med kinesiskt personnamn; Xie är familjenamnet.
Xie Peiling, född 30 januari 2010, är en kinesisk simhoppare.

## Karriär
Vid VM 2025 i Singapore tog Xie guld i mixat parhopp från 10-metersplattformen tillsammans med Zhu Yongxin samt brons individuellt i 10-metersplattformen.